# Tenor Madness
Tenor Madness – album kwartetu amerykańskiego saksofonisty jazzowego Sonny’ego Rollinsa, nagrany z gościnnym udziałem Johna Coltrane’a, wydany po raz pierwszy w 1956 roku z numerem katalogowym PRLP 7047 nakładem Prestige Records.

## Lista utworów
Opracowano na podstawie materiału źródłowego.
Wydanie LP
Strona A
| Nr | Tytuł utworu               | Muzyka           | Długość |
| -- | -------------------------- | ---------------- | ------- |
| 1. | „Tenor Mandess”            | Sonny Rollins    | 12:13   |
| 2. | „When Your Lover Has Gone” | Einar Aaron Swan | 6:09    |
|    |                            |                  | 18:22   |

Strona B
| Nr | Tytuł utworu                           | Muzyka                        | Długość |
| -- | -------------------------------------- | ----------------------------- | ------- |
| 1. | „Paul’s Pal”                           | Rollins                       | 5:09    |
| 2. | „My Reverie”                           | Larry Clinton, Claude Debussy | 6:05    |
| 3. | „The Most Beautiful Girl in the World” | Richard Rodgers               | 5:35    |
|    |                                        |                               | 16:49   |

## Twórcy
Opracowano na podstawie materiału źródłowego.
Muzycy:
- Sonny Rollins – saksofon tenorowy
- Red Garland – fortepian
- Paul Chambers – kontrabas
- Philly Joe Jones – perkusja
- John Coltrane – saksofon tenorowy (wyłącznie w utworze tytułowym)

Produkcja:
- Bob Weinstock – produkcja muzyczna
- Rudy Van Gelder – inżynieria dźwięku
- Tom Hannan – projekt okładki
- Ira Gitler – liner notes